# Anita Simonis
Anita Simonis (née le 2 mars 1926 - morte le 11 décembre 2011) est une gymnaste américaine. Elle participe aux Jeux olympiques d'été de 1948 et remporte la médaille de bronze au concours général par équipe.

## Palmarès

### Jeux olympiques
- Londres 1948
  -  médaille de bronze.